# Velké Losiny

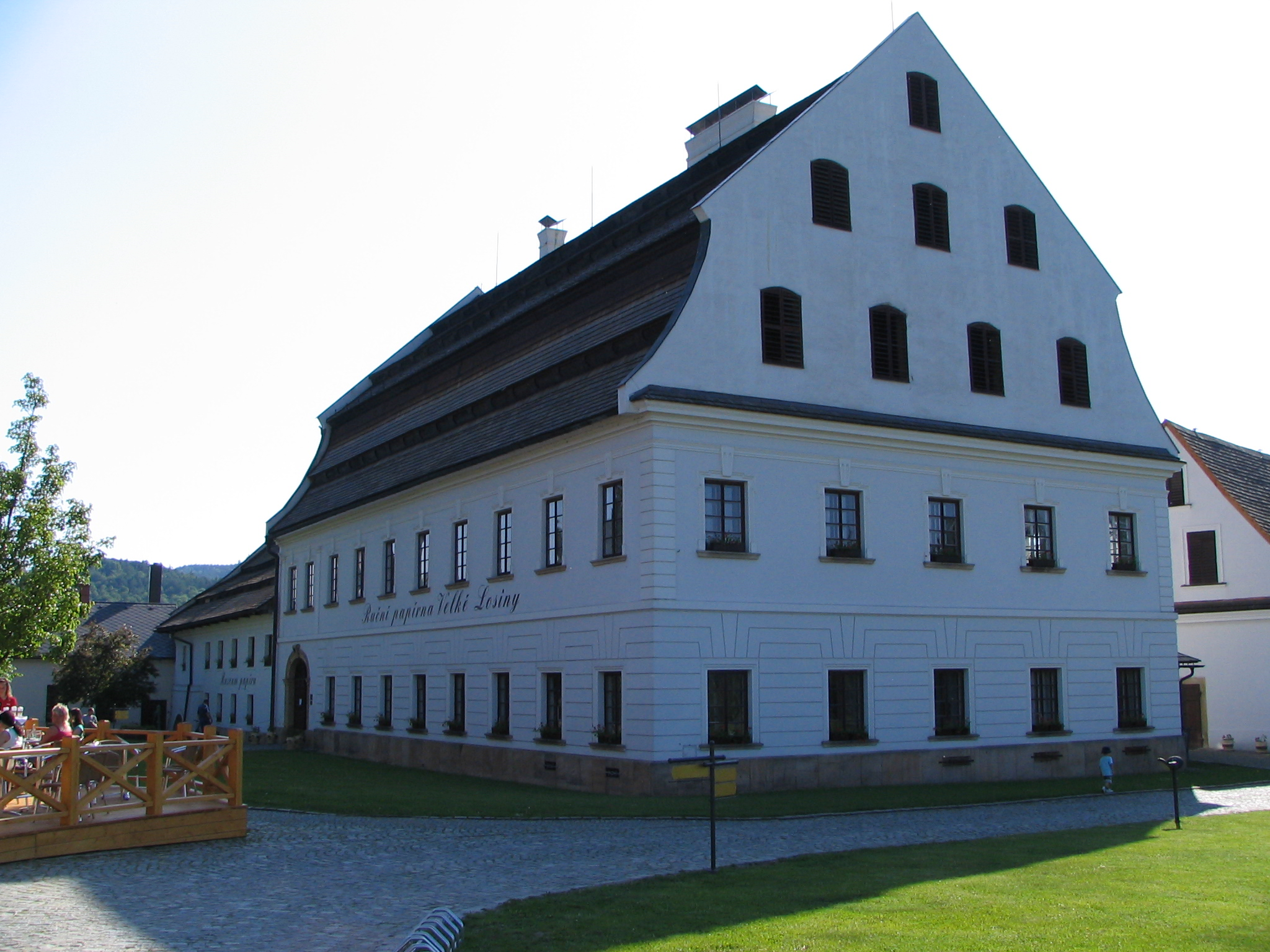
Muzeum papieru

Velké Losiny (niem. Groß Ullersdorf) – gmina wiejska i wieś w powiecie Šumperk, w kraju ołomunieckim, w pobliżu Jesioników. Historycznie położona jest na terenie Moraw. Miejscowość zaliczana jest do czeskich uzdrowisk.

## Historia
Wieś uznawana jest za jedną z najstarszych w okolicach Šumperku – pierwsza wzmianka o niej pochodzi z 1351. W miejscowości istniała już wtedy parafia. Velké Losiny stały się siedzibą rodów arystokratycznych – od 1496 rodu Pfand, a od 1507 panów von Zierotin (Žerotín). Johann von Žerotín wybudował w latach 1580–1589 wspaniały, renesansowy pałac w miejscu gotyckiej twierdzy wodnej.
W 1592 zaczęła się historia wsi jako uzdrowiska - wówczas wybudowano łaźnie i pierwszy budynki uzdrowiskowe.
Od 1678 do 1692 wieś i zamek zasłużyły się niechlubnie w procesach czarownic. Działał tutaj habsburski inkwizytor Heinrich Franz Boblig von Edelstadt (czes. Jindřich František Boblig z Edelstadtu). Ogółem śmierć poniosło co najmniej 56 osób.
Od 1802 ówczesny Groß Ullersdorf (czeska nazwa Losiny jest stosunkowo młoda i pochodzi od potoku Losinki) przeszedł w ręce rodu Liechtenstein i pozostawał w nich do 1945, kiedy władze czechosłowackie znacjonalizowały majątki.
W XIX wieku do wsi dotarł przemysł - powstał m.in. browar. Pod koniec stulecia rozbudowano uzdrowisko, założono park, a w 1913 stanęło nowe sanatorium.
Do 1945 we wsi mieszkali niemal wyłącznie Niemcy. W 1900 w 338 domach zamieszkiwało 2111 osób. W okresie międzywojennym napłynęła nieliczna ludność czeska – 51 osób w 1930.

## Turystyka
Miejscowość jest popularna wśród turystów. Przyciąga je uzdrowisko z gorącymi wodo siarczanowymi źródłami leczącymi choroby układu nerwowego. Velké Losiny posiadają również kilka zabytkowych obiektów:
- pałac renesansowy z XVI wieku, obecnie muzeum,
- wytwórnia papieru ręcznie czerpanego, działająca od 1596. Jest jedną z najstarszych w Europie i jedną z nielicznych tego typu w Europie Środkowej (jako jedyna w tej części kontynentu działa nieprzerwanie od roku uruchomienia)[2]. Współcześnie jest to także Muzeum Papieru, mieszczące się w barokowych budynkach z końca XVIII wieku,
- barokowy spichlerz z połowy XVIII wieku,
- renesansowy kościół parafialny św. Jana Chrzciciela z lat 1600-1603,

## Części gminy
Gmina Velké Losiny dzieli się na części:
- Bukovice (niem. Buchelsdorf)
- Ludvíkov (niem. Ludwigsthal)
- wieś Maršíkov (niem. Marschendorf)
- wieś Velké Losiny (niem. Groß Ullersdorf)
- wieś Žárová (wcześniej Nová Ves, Neudorf Wies). Žárová posiada przysiółki Horní Bohdíkov (wcześniej Německý Bohdíkov, Deutsch Märzdorf) i Prameny (wcześniej Štolnava, Stollenhau).

## Urodzeni w miejscowości Velké Losiny
- Jaroslav Vaculík (ur. 1947), czeski historyk[3]